# 旧ウィトリッヒ邸
旧ウィトリッヒ邸（きゅうウィトリッヒてい）は神奈川県横浜市戸塚区矢部町735番地にある洋風古民家。スイス人男性アーノルド・ウイトリッヒ（?年 - 1983年、Arnold Wuethrich、ドイツ語: Arnold Wüthrich）の旧宅。横浜市認定歴史的建造物（非公開）。なお建築名の表記は「ウイトリッヒ」ではなく「ウィトリッヒ」となっている。

## 概要
1930年（昭和5年）ごろにスイスから来日したアーノルド・ウイトリッヒが、1933年（昭和8年）ごろ建てた家と言われる。青い塗装の壁に赤い屋根を持つ2階建ての木造建築。設計者や施工者は不明である。
ウイトリッヒが農地としていた戸塚区俣野町のウイトリッヒの森へ新居を建てて引っ越してからは無人となったが、解体されずそのまま現地に残り2003年度（平成15年度）に横浜市認定歴史的建造物となった。